# 佛塔织纹螺
佛塔织纹螺（学名：Profundinassa babylonica），是新腹足目织纹螺科Profundinassa属的一种。主要分布于韩国、台湾，常栖息在深海。